# Мођи (Белуно)
Мођи (итал. Moggi) је насеље у Италији у округу Белуно, региону Венето.
Према процени из 2011. у насељу је живело 15 становника. Насеље се налази на надморској висини од 648 м.